# Березовка (Бузулуцький район)
Бере́зовка (рос. Берёзовка) — село у складі Бузулуцького району Оренбурзької області, Росія.

## Населення
Населення — 399 осіб (2010; 422 у 2002).
Національний склад (станом на 2002 рік):
- росіяни — 87 %